# 田中豪 (アイスホッケー)
田中 豪（たなか ごう、1983年10月6日 - ）は、北海道出身の元プロアイスホッケー選手。ポジションはフォワード。

## 経歴
6歳でアイスホッケーを始める。雪印ジュニア、北海高等学校を経て早稲田大学に進学。
2006年に大学を卒業し、アジアリーグアイスホッケーのSEIBUプリンス ラビッツに入団。
2008年の第75回全日本アイスホッケー選手権大会ではMVPを獲得。
2008-09シーズンを最後にチームが解散すると、ドイツ2部リーグのESVカウフボイレンへと移籍した。
2010年に帰国し、東北フリーブレイズに入団し、主将に就任。アジアリーグアイスホッケー2010-2011シーズンはレギュラーリーグ最多得点と最多ポイントのタイトルを獲得し、ベスト6と最優秀選手にも選出された。
アイスホッケー日本代表では2012年に行われたソチオリンピック予選より主将をつとめている。
2021年3月28日に現役引退。

## 詳細情報

### 個人成績
国内トップリーグ試合出場数　486試合
国内トップリーグ得点数　182
国内トップリーグアシスト数　324
国内トップリーグ総ポイント数　506
※2020年12月

### 日本代表歴
- アイスホッケー世界選手権ディヴィジョン1グループA
- 男子世界選手権代表　12回(2007～2019)※2013～2017まで主将を務めるその他、アジア大会・オリンピック予選等多数参加
- オリンピック予選（バンクーバー予選、ソチ予選）
- アジア冬季競技大会（2007、2011）
- U18世界選手権代表　2回 U20世界選手権代表　2回 ユニバーシアード代表　1回